# Semanario Hebreo
Semanario Hebreo es un órgano de prensa independiente, de la colectividad judía del Uruguay, que se publica todas las semanas (los jueves) en forma ininterrumpida desde fines de 1960, siendo el semanario judío más antiguo de Uruguay de los que aún se siguen publicando. Fue fundado por José Jerozolimski, periodista uruguayo, miembro de la colectividad judía, quien de pequeño llegó junto a su familia a Uruguay proveniente de su natal Polonia. En julio de 2004 asumió la redacción responsable su hija mayor, la periodista Ana Jerozolimski, conocida fuera de Uruguay con el nombre de Jana Beris.
En diciembre de 2018, se fusiona con el portal JAI, creando el nuevo portal en internet llamado: Semanario Hebreo Jai.

## Historia
Antes de lanzarse como órgano de prensa judío independiente hubo una etapa previa en la que el Semanario Hebreo fue el vocero de la Federación Juvenil Sionista del Uruguay, bajo el lema "la opinión juvenil frente a los problemas judíos". En calidad de tal, el primer ejemplar fue publicado en Montevideo el viernes 2 de julio de 1954. Sus directores eran Raúl Blusztein y Luis Skudzicki y su redacción responsable José Jerozolimski.
Este semanario, redactado totalmente en idioma español, no contaba con publicidad que pudiera financiarlo por lo cual tuvo corta vida de duración. Tras una breve interrupción en su edición, fue el propio Jerozolimski quien lo reinició, en 1960, en una nueva etapa que se continúa hasta el presente. El lema del periódico es: "Una ventana abierta al mundo judío".
En un inicio Semanario Hebreo formó parte de un proyecto de comunicación judía que incluía además a la audición radial "Voz de Sión del Uruguay", que perduró durante más de tres décadas en el dial uruguayo, y un programa televisivo que se transmitió por el Canal 10 de Montevideo, "Amistad de Uruguay-Israel". Todos ellos creados, dirigidos y conducidos por Jerozolimski hasta su fallecimiento en Jerusalén el 31 de julio de 2004. En julio de 2000 el fundador de Semanario Hebreo fue reconocido con el "Premio al Mérito Intelectual Judío" otorgado por el Congreso Judío Latinoamericano.